# شهامت واقعی (فیلم ۲۰۱۰)
شهامت واقعی (به انگلیسی: True Grit) فیلمی از برادران کوئن در ژانر وسترن محصول سال ۲۰۱۰ است. این فیلم نامزد دریافت ده جایزه اسکار شامل جایزه بهترین فیلم، بهترین کارگردانی، بهترین بازیگر مرد برای جف بریجز، بهترین بازیگر زن نقش مکمل، بهترین فیلمنامه اقتباسی، بهترین فیلمبرداری، بهترین کارگردانی هنری، بهترین طراحی صدا، بهترین طراحی لباس و بهترین صداگذاری شد اما دست آخر بدون دریافت هیچ جایزه‌ای به بزرگترین ناکامی اسکار ۲۰۱۱ شد. این فیلم همچنین نامزد بفتای بهترین فیلم، بازیگر نقش اول مرد، بازیگر نقش اول زن، فیلمنامه اقتباسی، فیلمبرداری، طراحی لباس، طراحی تولید و بهترین صدا شد ولی تنها بفتای بهترین فیلم‌برداری را تصاحب کرد و در جشنواره گلدن گلاب نه تنها برندهٔ هیچ جایزه‌ای نشد بلکه حتی نامزد هیچ جایزه‌ای هم نشد.

## داستان فیلم
پدر متی راس چهارده ساله توسط یکی از همکارانش کشته می‌شود. متی با استخدام معاون کلانتر در صدد انتقام‌گیری برمی‌آید.